# Gartenspottdrossel

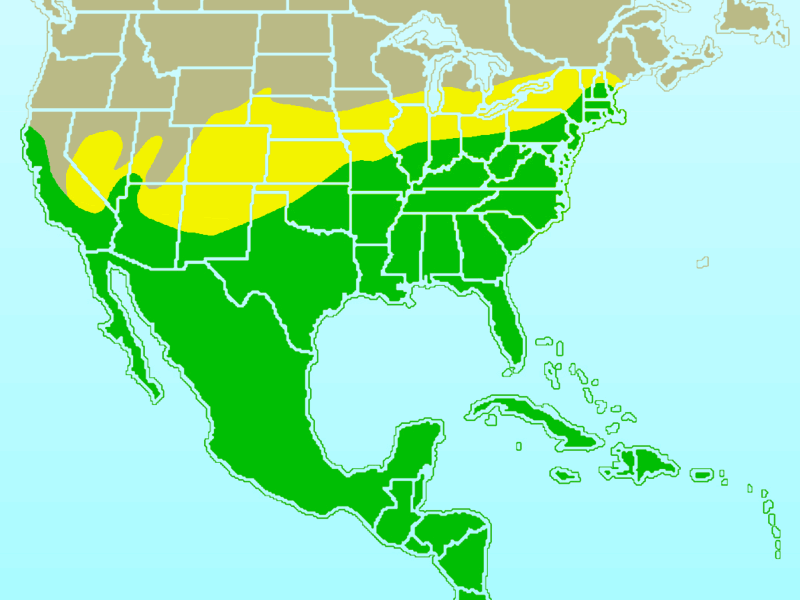
Verbreitungsgebiet, gelb: im Sommer, grün: ganzjährig

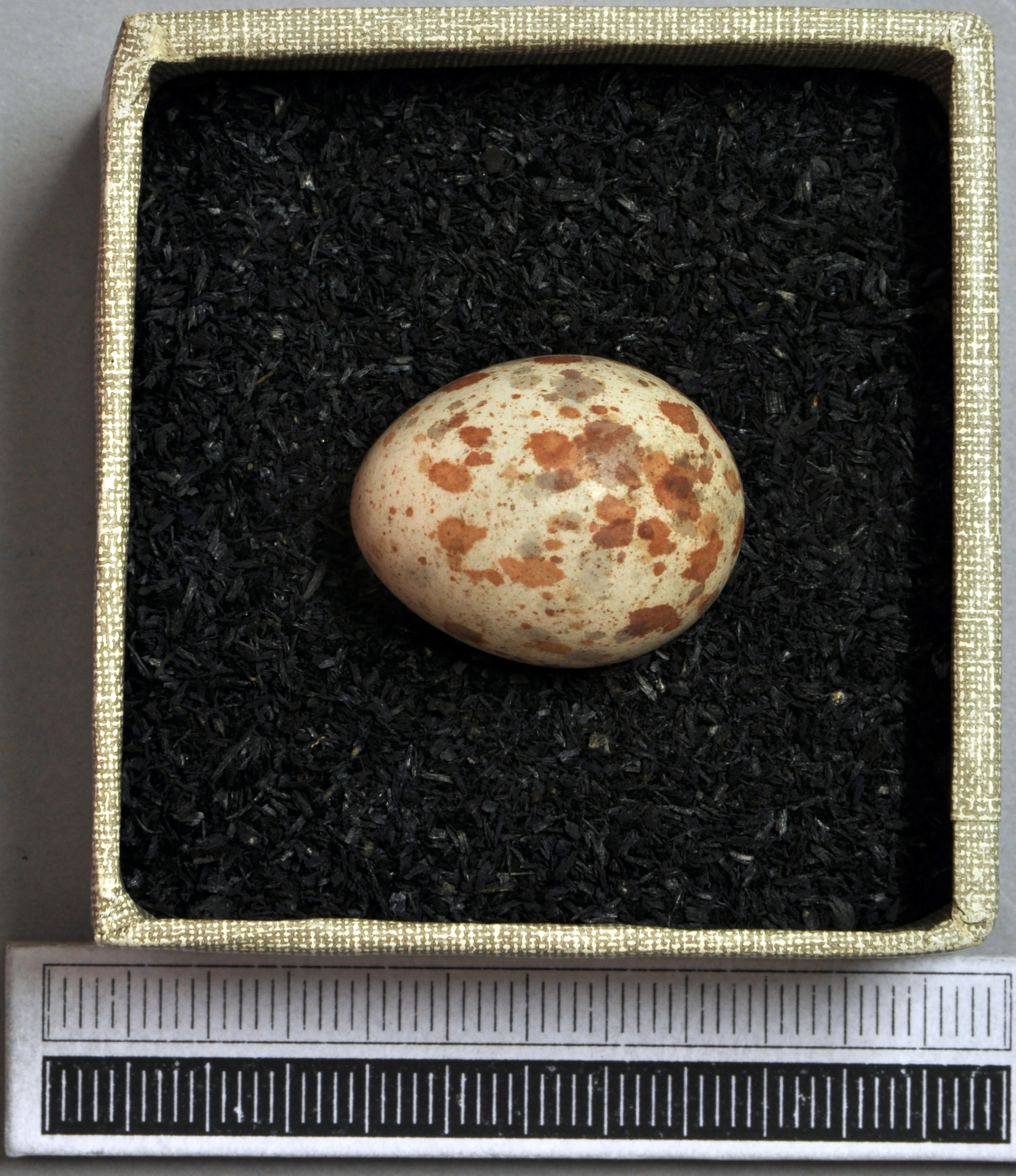
Ei, Sammlung Museum Wiesbaden

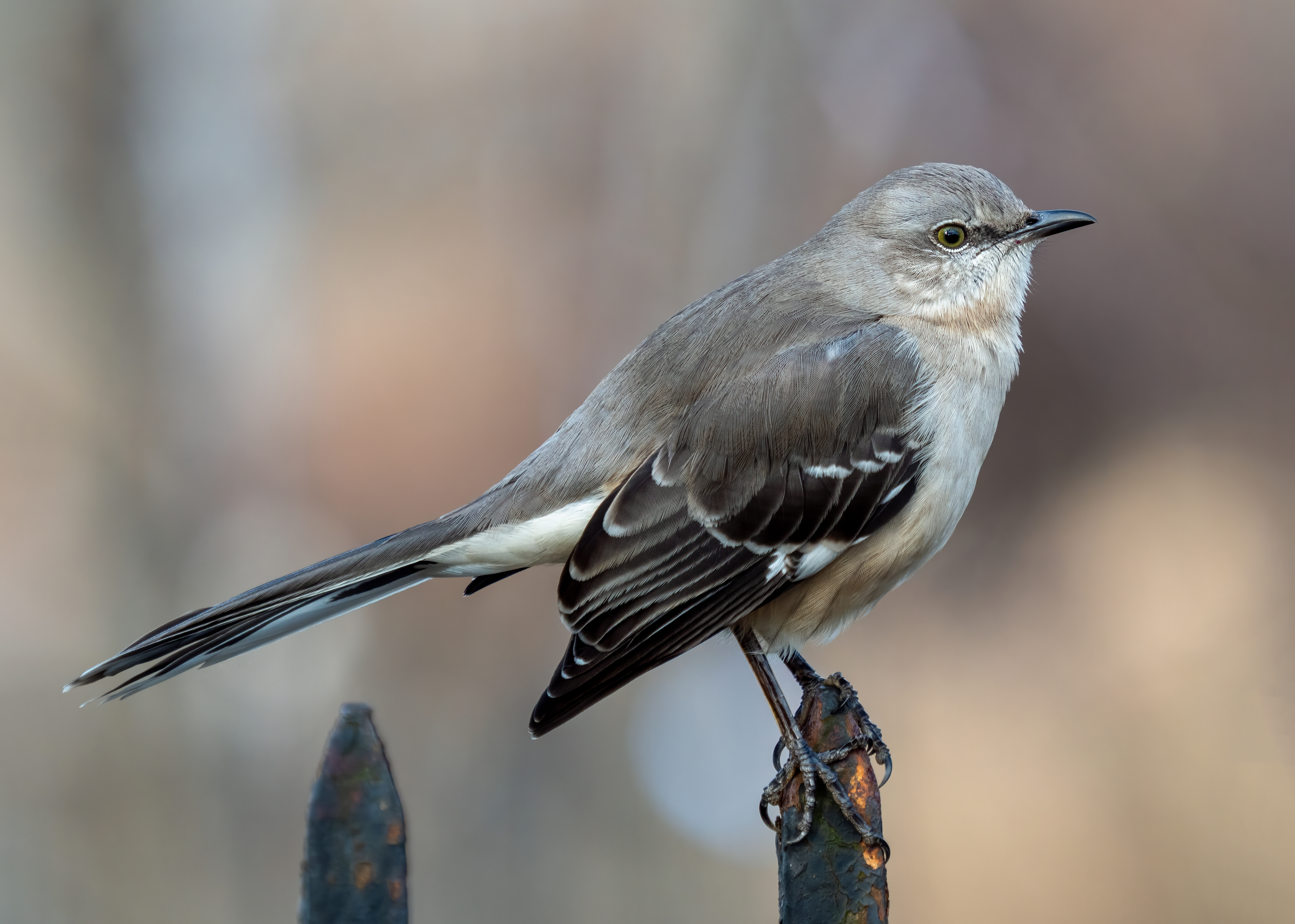
Gartenspottdrossel in Brooklyn

Die Gartenspottdrossel oder Amerikanische Spottdrossel (Mimus polyglottos) ist ein nordamerikanischer Singvogel.

## Merkmale
Die 25 cm lange Gartenspottdrossel hat einen grauen Rücken, dunklere Flügel mit weißen Flügelstreifen und einen langen schwarzen Schwanz mit weißen Außenfedern. Der schlanke schwarze Schnabel ist leicht nach unten gebogen.

## Vorkommen
Das Verbreitungsgebiet erstreckt sich vom Süden Kanadas über die USA bis Mexiko und in die Karibik; am häufigsten ist der Vogel jedoch im Gebiet von Florida bis Texas. Die Gartenspottdrossel lebt in verschiedenen Lebensräumen, wie offenen Grasflächen, Halbwüsten, Waldregionen, Feldern und besiedelten Gebieten.
Im September 2024 wurde erstmals eine Gartenspottdrossel in Deutschland (in Niederkassel) beobachtet.

## Verhalten
Der lang anhaltende, komplexe und laute Gesang der Gartenspottdrossel, die auch Rufe und Laute anderer Tiere sowie Umweltgeräusche nachahmt, ist den ganzen Tag bis in die Nacht hinein zu hören. Das Gesangsrepertoire des Männchens besteht aus 50 bis 200 Liedern.
Mit seinen langen Beinen sucht der Vogel am Boden nach Nahrung, zu der Wirbellose, Samen und andere Früchte gehören. Bei der Futtersuche spreizt er häufig seine Flügel und zeigt die weißen Flügelflecken. Dieses Verhalten dient entweder der Revierverteidigung oder dem Aufschrecken von Beutetieren.
Der Vogel gilt als furchtlos und aggressiv. Er verteidigt vehement Brut- und Winterrevier. Manchmal holt die Spottdrossel mit einem speziellen Ruf Artgenossen zur Hilfe, um größere Räuber gemeinsam zu vertreiben.

## Fortpflanzung
Die Gartenspottdrossel baut ein schalenförmiges Nest aus Zweigen auf einem niedrigen Ast im dichten Gebüsch in einer offenen Landschaft. Zwei bis sechs Eier werden 12 bis 13 Tage vom Weibchen alleine bebrütet. Mit neun bis zwölf Tagen werden die Jungvögel flügge.

## Kultur
Die Gartenspottdrossel (engl. Mockingbird) ist einflussreich in der Kultur der Vereinigten Staaten. Da sie als besonders typisch für die Südstaaten der USA gilt,  ist sie der Staatsvogel von Arkansas, Florida, Mississippi, Tennessee und Texas und taucht in Buchtiteln, Liedern und Schlafliedern und auch sonst in der Populärkultur auf:
- Sie erscheint im Titel von Harper Lees Südstaaten-Bestseller To Kill a Mockingbird, der auf Deutsch unter dem adaptiv übersetzten Titel Wer die Nachtigall stört erschien.
- In Ambrose Bierces Prosasammlung Mitten im Leben sind wir vom Tod umfangen (engl. Tales of Soldiers and Civilians) nutzt der Autor in der Geschichte Die Spottdrossel den Vogel als zynisch verbindendes Element zwischen den Zwillingen Grayrock – einem Süd- und einem Nordstaatler.
- In der ersten Strophe des Schlafliedes Hush little Baby wird dem Baby eine Spottdrossel versprochen. Die Melodie wurde von Eminem als Sample verwendet und er benannte das Lied Mockingbird nach dem Vogel. Weiterhin gibt es von Rob Thomas, Barclay James Harvest sowie von Carly Simon, James Taylor und Tom Waits entsprechende Titel.
- Die erste Soundkarte der Welt von 1983 hieß Mockingboard.
- In der Serie Game of Thrones ziert die Spottdrossel den Anstecker von Petyr Baelish, einem Mitglied des Rates des Königs.
- In der Sitcom The Big Bang Theory ist eine Spottdrossel am Ende der Folge 17 der Staffel 5 im Klang eines Windspiels zu hören. Sheldon beschimpft sie mit den Worten: „Die Noten sind C, G, E und A! Nimm eine davon oder ich werde deinen Baum fällen!“ Er glaubt, dass sie den Klang des Windspiels absichtlich falsch singt, um ihn zu ärgern.[2]
- In den Tribute-von-Panem-Filmen sind Spottdrosseln, die sich mit gentechnisch erzeugten Schnattertölpeln (Jabberjay) gepaart haben, die Vorfahren des fiktiven Spotttölpel (Mockingjay). Dieser gilt als Kennzeichen der Rebellen und als Symbol für die Hoffnung und den Widerstand.[3]